# Александър Заваров
Александър Заваров (на украински: Олександр Заваров; на руски: Александр Заваров) е съветски и украински футболист и треньор. Почетен майстор на спорта на СССР (1986).

## Кариера
Заваров започва кариерата си в Зоря Луганск. Той играе във Висшата лига на СССР за Зоря Луганск, а също и за СКА Ростов. През 1983-1988 играе за съветско-украинския гранд Динамо Киев, с когото печели Купата на носителите на купи през 1985/86, отбелязвайки гол в самия финал. Заваров по-късно играе за Ювентус между 1988 и 1990 г., като става първият съветски играч в Серия А. Той печели Копа Италия и Купа на УЕФА под ръководството на Дино Дзоф през 1990 г., като също така носи емблематичната тениска с номер 10 в първия си сезон с отбора, който преди това принадлежи на клубната легенда Мишел Платини. Въпреки че първоначално се очаква много от Заваров в клуба от Торино, времето му в Ювентус е смятано за по-малко успешно, независимо от двете му отличия. Въпреки пристигането на сънародника си Сергей Алеников във втория си сезон с отбора, Заваров също има трудности в клуба, поради напрегнатите си отношения с Дино Дзоф, както и с усилията си да научи италиански език. След това преминава в Нанси през 1990 г., където остава в продължение на 5 сезона, преди да премине в Сен-Дизе през 1995 г., където след 3 сезона се оттегля от футбола през 1998 г.

### Национален отбор
Заваров има 41 мача за СССР, отбелязвайки 6 гола, включително 2 на Световното първенство през 1986 и 1990 г. Той играе и на Евро 1988, в което отбора на СССР е на второ място.

## Отличия

### Отборни
СКА Ростов
- Купа на СССР по футбол: 1981

Динамо Киев
- Съветска Висша лига: 1985, 1986
- Купа на СССР по футбол: 1985, 1987
- Суперкупа на СССР по футбол: 1986, 1987
- Купа на носителите на купи: 1986

Ювентус
- Копа Италия: 1990
- Купа на УЕФА: 1990